# 笑っちまえ!!(・∀・)
『笑っちまえ!!(・∀・)』（わらっちまえ）は、インターネットテレビアメーバスタジオで2007年12月19日から2010年3月31日まで放送されていたトークバラエティ番組。
2008年3月19日（第6回）のお試し放送を経て、同年6月4日（第11回）放送分からはエンターテインメントモバイル動画サイトのMOVIEFULLからも生放送配信されていた。

## 概要
番組MCは上地雄輔。毎回彼の友達をゲストに招き、トークをする。原宿のアメーバスタジオから公開生放送されており、番組観覧希望者は路上から観覧することができるが、放送開始から次第に観覧希望者が多く殺到するようになり、第7回目以降の観覧は先着500人に配られる整理券を持っている人に限られることとなった。また番組終了後、AmebaVisionにて本番組のダイジェストが配信された。
2008年7月16日の第13回の放送を最後に番組は休止されていたが、2010年3月31日のアメーバスタジオの運営終了
に伴い、同日「笑っちまえ!!(・∀・)新学期SPECIAL＆FINAL!!」として復活し、同時に本番組の最終回を迎えた。

## 放送日・ゲスト
- 第1回 2007年12月19日 - 東原亜希
- 第2回 2008年1月16日 - 美山加恋
- 第3回 2008年2月6日 - misono
- 第4回 2008年2月20日 - 波田陽区
- 第5回 2008年3月5日 - SunSet Swish
- 第6回 2008年3月19日 - 入山法子
- 第7回 2008年4月9日 - 羞恥心（つるの剛士、野久保直樹）、（※飛び入りゲスト[2]　山根良顕、せんちゃん（クールポコ））
- 第8回 2008年4月23日 - 山田優
- 第9回 2008年5月7日 - 榊英雄
- 第10回 2008年5月21日 - KABA.ちゃん
- 第11回 2008年6月4日 - クリス松村
- 第12回 2008年6月18日 - LIZA
- 第13回 2008年7月16日 - サンドウィッチマン
- 最終回 2010年3月31日 - ゲストなし（「笑っちまえ!!(・∀・)新学期SPECIAL＆FINAL!!」として放送された）

## コーナー
- 上地雄輔の神児遊助アワー

上地雄輔のブログ『神児遊助』の中から改めて聞いてほしい話をピックアップし、紹介する。
- ゲスト寸止め

ゲストを呼ぶ前に、ゲストとのトークをどのような内容にしていくかを考える。スタジオと繋がっているチャットを通して視聴者からも意見が寄せられる。
- 新学期も笑っちまえ!!(・∀・)

最終回「笑っちまえ!!(・∀・)新学期SPECIAL＆FINAL!!」に放送されたコーナー。上地が番組に寄せられた質問や相談に答え、新社会人や新学期を迎える学生たちにエールを送る。

## エピソード
- MCである上地は、路上で観覧している人たちに対して「寒いから風邪ひかないでね!」と呼びかけたり、また、観覧者が入れ替わる際に「ありがとう。じゃあね!」「バイバイ!」などと呼びかけたりすることが多い。そのため、観覧者入れ替えの度に番組の進行がストップしてしまうことが多い。
- 上地のブログ『神児遊助』は「世界で最も1日の閲覧ユニークユーザー（重複しない人）数が多いブログ」（1日23万人観覧）としてギネス世界記録に認定された[3]が、第11回放送の際、同賞の授与式が行われた。
- この日をもって番組休止となった第13回放送日の2008年7月16日、上地は「また帰ってくる」と宣言したが、アメーバスタジオの運営終了の日（2010年3月31日）に最終回スペシャルを行うことにより、その約束を果たす形となった。